# تاريخ سلالة سونغ
حكمت سلالة سونغ منذ عام 960 وحتى عام 1279 الصين الأصلية وجنوب الصين من منتصف القرن العاشر حتى الربع الأخير من القرن الثالث عشر. أسس هذه السلالة الإمبراطور تيزو من سونغ بعد اغتصابه لعرش سلالة تشو المتأخرة، لينهي بذلك فترة الأسر الخمس والممالك العشر.
تعتبر سونغ نقطة بارزة في تاريخ الابتكار الصيني الكلاسيكي في العلوم والتكنولوجيا، وتميزت هذه الحقبة بشخصيات فكرية بارزة مثل شين كيو، وسو سونغ، والاستخدام الثوري لأسلحة البارود. لكنها كانت أيضًا فترة من الاضطرابات السياسية والعسكرية، إذ تشكلت الفصائل السياسية المعارضة والعدوانية في كثير من الأحيان في البلاط والتي أعاقت التقدم السياسي والاجتماعي والاقتصادي. فاقمت سياسات إدارة الحدود للمستشار وانغ أنشي الظروف العدائية على طول الحدود الصينية الفيتنامية. أثار هذا حربًا حدودية مع سلالة لي الفيتنامية، التي حاربت من أجل التعادل المتبادل وأبرمت معاهدة سلام في 1082. كثيرًا ما تشاجرت إمبراطورية سونغ إلى الشمال الغربي مع خصمها سلالة شيا الغربية التي قادت شعب التانغوت، وكذلك سلالة لياو في الشمال الشرقي والتي قادت شعب الخيتان الإثني.
عانت إمبراطورية سونغ من هزيمة عسكرية كارثية على يد الغزاة الجورشن من الشمال عام 1127 خلال حروب جين سونغ. بعد حادثة جينغ كانغ، أجبِر فلول بلاط سونغ على الفرار من كايفنغ إلى الجنوب وإنشاء عاصمة جديدة في هانغتشو. يشير فقدان الأراضي الشمالية ونقل العاصمة إلى تقسيم السلالة إلى حقبتين متميزتين: سونغ الشمالية (960-1127) وسونغ الجنوبية (1127-1279). طورت سونغ الجنوبية بحريةً جديدةً لمحاربة سلالة جين من جورشن التي تشكلت في الشمال. كانت سلالة سونغ قادرة على هزيمة المزيد من غزوات الجورشن، وحتى حاربت سلالة جين في تحالف سابق مع المغول. لكن غزا الحكام المغول جنكيز خان، وأوقطاي خان، ومونكو خان، وأخيرًا قوبلاي خان الصين تدريجيًا، حتى سقوط آخر أباطرة سونغ في معركة يامن عام 1279.

## تأسيس سونغ
كانت سلالة تشو المتأخرة هي الأخيرة من السلالات الخمس التي سيطرت على شمال الصين بعد سقوط سلالة تانغ في عام 907. اغتصب تشاو كونغين، المعروف لاحقًا باسم الإمبراطور تيزو (حكم منذ عام 960 وحتى عام 976)، العرش وأطاح بحاكم سلالة تشو المتأخرة غو زانشون بدعم من القادة العسكريين في عام 960، وبدأ عهد سلالة سونغ. عند توليه العرش، كان هدفه الأول إعادة توحيد الصين بعد نصف قرن من الانقسام السياسي. وشمل ذلك غزوات نانبينغ، وأو يي، وسلالات هان الجنوبية، وشو المتاخرة، وتانغ الجنوبية في الجنوب، وكذلك هان الشمالية، والمحافظات الستة عشر في الشمال. مع وجود ضباط عسكريين مؤهلين مثل بان مي (توفي عام 991)، ولو تينغرانغ (929- 987)، وساو بين (931- 999)، وهوين زن (توفي عام 1000)، أصبح جيش سونغ الأولي القوة المهيمنة في الصين. أدت التكتيكات العسكرية المبتكرة، مثل الدفاع عن خطوط الإمداد عبر الجسور العائمة أو جسور الأطواف، إلى النجاح في المعارك مثل هجوم سونغ ضد ولاية تانغ الجنوبية أثناء عبور نهر يانغتسي في عام 974. باستخدام النشابين وإطلاقهم لوابل من السهام النارية، تمكنت قوات سونغ من هزيمة فرق الفيل الحربي الشهير لهان الجنوبية في 23 يناير عام 971، مما أجبر سلالة هان الجنوبية على الخضوع وإنهاء فرق الفيل الأولى والأخيرة التي شكلت انقسامًا منتظمًا داخل الجيش الصيني.
اكتمل التوحيد في الجنوب في عام 978، مع غزو أو يي. ثم انقلبت قوات سونغ العسكرية في الشمال ضد سلالة هان الشمالية التي سقطت على يد قوات سونغ عام 979. ومع ذلك، باءت جهود الاستيلاء على المحافظات الست عشر بالفشل وجرى دمجها في ولاية لياو ومقرها في منشوريا إلى الشمال المباشر بدلاً من ذلك. إلى أقصى الشمال الغربي، تولى التانغوت السلطة على شمال شنشي منذ عام 881، بعد أن عين بلاط تانغ في وقت سابق رئيسًا للتانغوت بصفة حاكم عسكري (جيدوشي) على المنطقة، وهو المركز الذي أصبح وراثيًا (تأسيس سلالة شي شا). على الرغم من أن ولاية سونغ تساوت مع سلالة لياو، فقد حققت سونغ انتصارات عسكرية كبيرة ضد شيا الغربية (التي سقطت في نهاية المطاف على يد الغزو المغولي لجنكيز خان في عام 1227).

بعد الاندماج السياسي من خلال الغزو العسكري، أقام الإمبراطور تيزو مأدبة شهيرة دعا إليها العديد من كبار الضباط العسكريين الذين خدموه في الغزوات المختلفة لسونغ. بينما كان ضباط تيزو العسكريين يشربون النبيذ ويحتفلون معه، تحدث إليهم عن احتمال حدوث انقلاب عسكري ضده يشبه ما حدث في عصر السلالات الخمس. احتج ضباطه العسكريون على هذه الفكرة، وأصروا على أن أيًا منهم لم يكن مؤهلاً مثله لقيادة البلاد. فيما يلي مقطع عن هذه الرواية في كتاب سونغ شي:
قال الإمبراطور: «حياة الإنسان قصيرة. السعادة هي امتلاك الثروة والوسائل للاستمتاع بالحياة، ومن ثم أن تكون قادرًا على ترك نفس الازدهار للأحفاد. إذا تخليتم أنتم، أيها الضباط، عن سلطتكم العسكرية، وتقاعدتم في المقاطعات، وهناك اخترتم أفضل الأراضي وأماكن الإقامة الأكثر بهجة، لتمضوا بقية حياتكم في المتعة والسلام... ألن يكون هذا أفضل من أن تعيشوا حياة مليئة بالمخاطر والغموض؟... ولإبعاد شبح الشك بين الأمير والوزراء، سنحالف عائلاتنا بالزواج، وبالتالي، يرتبط الحاكم والشعب بالصداقة والود، ونستمتع بالهدوء»... وفي اليوم التالي، قدم قادة الجيش استقالاتهم، مع تقارير عن أمراض (وهمية)، وانسحبوا إلى مقاطعات البلاد، إذ منحهم الإمبراطور هدايا رائعة، بتعيينهم  في مناصب رسمية رفيعة.
طور الإمبراطور تيزو بيروقراطية مركزية فعالة تضم باحثين مدنيين مسؤولين، وحكام عسكريين إقليميين واستبدِل بمؤيديهم مسؤولين معينين مركزيًا. أدى نظام الحكم المدني إلى تركيز أكبر للسلطة في الحكومة المركزية برئاسة الإمبراطور مقارنة بما كان ممكناً خلال حكم السلالات السابقة. في أوائل القرن الحادي عشر، كان هناك نحو 30,000 رجل يجرون اختبارات المحافظات سنويًا، والتي زادت بشكل مطرد إلى ما يقرب من 80,000 بحلول نهاية القرن، وإلى 400,000 متقدم للامتحانات خلال القرن الثالث عشر. على الرغم من إنشاء حكومات بلدية جديدة في كثير من الأحيان، بقي عدد المحافظات والمقاطعات كما كان قبل وصول سونغ إلى السلطة. وبالتالي، على الرغم من أن عددًا أكبر من الأشخاص خضعوا للامتحانات، فقد قًبل العدد نفسه تقريبًا في الحكومة كما في الفترات السابقة، ما جعل اختبارات الخدمة المدنية تنافسية للغاية بين الطلاب الطموحين والباحثين.

وجد الإمبراطور تيزو أيضًا سبلًا أخرى لتعزيز وتقوية سلطته، بما في ذلك رسم الخرائط المحدثة (علم الخرائط) لتتمكن إدارته المركزية بسهولة من تمييز كيفية التعامل مع الشؤون في الأقاليم. في عام 971، أمر لو دوسون بتحديث و«استنساخ جميع خرائط في العالم»، وهي مهمة شاقة لفرد واحد. ومع ذلك، سافر في جميع أنحاء المحافظات لجمع المعاجم الجغرافية التوضيحية وأكبر قدر ممكن من البيانات. وبمساعدة سونغ زن، أنجز العمل الضخم في عام 1010، مع نحو 1566 فصلًا. ذكر النص التاريخي لكتاب سونغ شي فيما بعد (تهجئة ويد- جيلز):
كان يوان شي (توفي +1220) المدير العام لمخازن الحبوب الحكومية. وعملًا بمخططاته لتخفيف المجاعات، أصدر أوامر بإعداد خريطة لكل قرية (باو) توضح الحقول والجبال والأنهار والطرق بأدق التفاصيل.  ضُمت خرائط كل مناطق باو معًا لرسم خريطة لمنطقة تو (أكبر منطقة)، ورُبطت هذه الخرائط بدورها مع الخرائط الأخرى لرسم خريطة لهسيانغ وهسين (مناطق أكبر). إذا كانت هناك أي مشكلة بشأن تحصيل الضرائب أو توزيع الحبوب، أو إذا أثيرت قضية مطاردة اللصوص وقطاع الطرق، يمكن للمسؤولين الإقليميين القيام بواجباتهم بسهولة بمساعدة الخرائط.